# 64 Trump Collection: Alice no Waku Waku Trump World
 (avril 2025).
Si vous disposez d'ouvrages ou d'articles de référence ou si vous connaissez des sites web de qualité traitant du thème abordé ici, merci de compléter l'article en donnant les références utiles à sa vérifiabilité et en les liant à la section « Notes et références ».
64 Trump Collection: Alice no Waku Waku Trump World (64トランプコレクション～アリスのわくわくトランプワールド～) est un jeu vidéo de cartes sorti en 1998 sur Nintendo 64. Le jeu a été développé et édité par Bottom Up.
Le jeu est basé sur l'univers d’Alice au pays des merveilles.